# Muscolo pettineo
Nell'anatomia umana il muscolo pettineo è un muscolo che fa parte dei muscoli anteriori della coscia, si ritrova nella parte superomediale.

## Anatomia
Si tratta di un muscolo grosso e di forma quadrilatera, la cui origine è al di sopra del forame otturatorio in corrispondenza della cresta pettinea. Le sue fibre proseguono latero-inferiormente fino a raggiungere la linea pettinea posta inferiormente alla base del piccolo trocantere. Gli altri muscoli adduttori simili sono:
- Muscolo gracile
- Muscolo adduttore breve
- Muscolo adduttore lungo
- Muscolo grande adduttore

Il muscolo è innervato dal nervo femorale, che sovrintende alla componente flessoria del pettineo, e dal nervo otturatorio, che si occupa di quella adduttoria.

## Funzioni
Il muscolo è adibito all'adduzione delle cosce tramite contrazione muscolare, interviene anche nei movimenti di flessione e rotazione esterna, inoltre grazie a tali muscoli si ha un corretto equilibrio del bacino.